# NGC 623
NGC 623 ist eine elliptische Galaxie vom Hubble-Typ E im Sternbild Bildhauer, welche etwa 398 Millionen Lichtjahre von der Milchstraße entfernt ist.
Das Objekt wurde am 30. November 1837 von dem britischen Astronomen John Herschel entdeckt.